# Paolo Parisi
Paolo Parisi (Montepulciano, 26 ottobre 1980) è un disegnatore italiano.

## Biografia
Le prime cose che legge sono i volumi di Frigidaire e degli Editori del Grifo (Andrea Pazienza, Tanino Liberatore, Moebius, Milo Manara, Guido Crepax, Hugo Pratt, Jacques Tardi). 
Si trasferisce a Bologna nel 1999, si laurea al DAMS Arti Visive e inizia a frequentare i movimenti underground dell'epoca. 
Autoproduce le sue prime storie brevi nel 2005, che fa girare occasionalmente durante i festival di fumetto.
Inizia a collaborare con Edizioni BeccoGiallo e con il Centro Fumetto Andrea Pazienza (Cremona). 
Appassionato di musica jazz e punk, letteratura, arte contemporanea e grafica, colleziona vinili, fumetti e riviste d'epoca. Tutti questi interessi andranno a confluire nei suoi futuri e più maturi libri a fumetti. Nel 2009 esce la graphic novel Coltrane, per Black Velvet Edizioni, basata sulla vita del jazzista John Coltrane (in seguito riproposto in nuova edizione nel 2017 per Coconino Press Fandango Editore). 
Subito dopo, si dedica per anni a lavori principalmente di grafica per l'editoria, fino al 2017 quando rinizia a produrre fumetti collaborando con Coconino Press Fandango Editore. 
Esce quindi Blues for Lady Day, ispirato alla vita di Billie Holiday. Nel 2018 lavora con Centauria Libri su Basquiat, la biografia del pittore statunitense Jean Michel Basquiat, edita anche in Francia, UK-USA e Corea del Sud.
Collabora con varie realtà italiane e internazionali: Coconino Press (Roma), Centauria Libri (Milano), Laurence King Publishing (London UK), Soul Jazz Records (London UK), Éditions du Chêne (Paris FR), Editions Sarbacane (Paris FR), Jonathan Cape Publishing (London UK), One Peace Books (New York US), Forlaget Fahrenheit (Copenhagen DK), Ele-King Books (Tokyo, JP), Mimesis Art Book (Seoul KR), Banshee Films (Paris FR), Editora Veneta (São Paulo BR), Editorial La Pinta (Buenos Aires ARG).
Vive e lavora a Roma.

## Pubblicazioni
- Coltrane, 2008, Black Velvet Edizioni (fuori catalogo)
- Coltrane, 2017, Coconino Press Fandango Editore (nuova edizione)
- Blues for Lady Day, 2017, Coconino Press Fandango Editore
- Basquiat, 2018, Centauria Libri
- Stelle, 2019, volume del progetto FUMETTI NEI MUSEI (Mibact - Coconino Press Fandango Editore)
- Keith Haring, 2021, Centauria Libri